# Directo al corazón
Albums de Luis Miguel
Un sol
(1982) Decídete
(1983)
Directo al corazón est le deuxième album du chanteur mexicain Luis Miguel et est sorti en 1982.

## Liste des pistes
- Adapté d'AllMusic[1]

| #  | Titre                                | Auteur                         | Durée |
| -- | ------------------------------------ | ------------------------------ | ----- |
| 1  | Directo Al Corazón *                 | Rubén Amado / Javier Santos    | 2:44  |
| 2  | Recuerdos Encadenados                | Rubén Amado / Javier Santos    | 3:04  |
| 3  | Lo Lei En Tu Diario                  | Miguel Tottis / Carlos Gaviola | 3:03  |
| 4  | A Mis Años Ya Te Amo                 | Rubén Amado / Javier Santos    | 2:58  |
| 5  | Nosotros Dos *                       | Oscar Nicolini                 | 2:58  |
| 6  | Rock de La Niña Cruel *              | Rubén Amado / Javier Santos    | 2:28  |
| 7  | Marcela                              | Luisito Rey                    | 2:50  |
| 8  | Si Ves A Mi Chica, Dile Que La Amo * | Rubén Amado / Javier Santos    | 2:34  |
| 9  | No Es Permitido                      | Nano Concha                    | 2:59  |
| 10 | La Juventud *                        | Rubén Amado                    | 2:26  |

Direction musicale et arrangements par Peque Rossino sauf (*) Chucho Ferrer